# Hugh Calveley

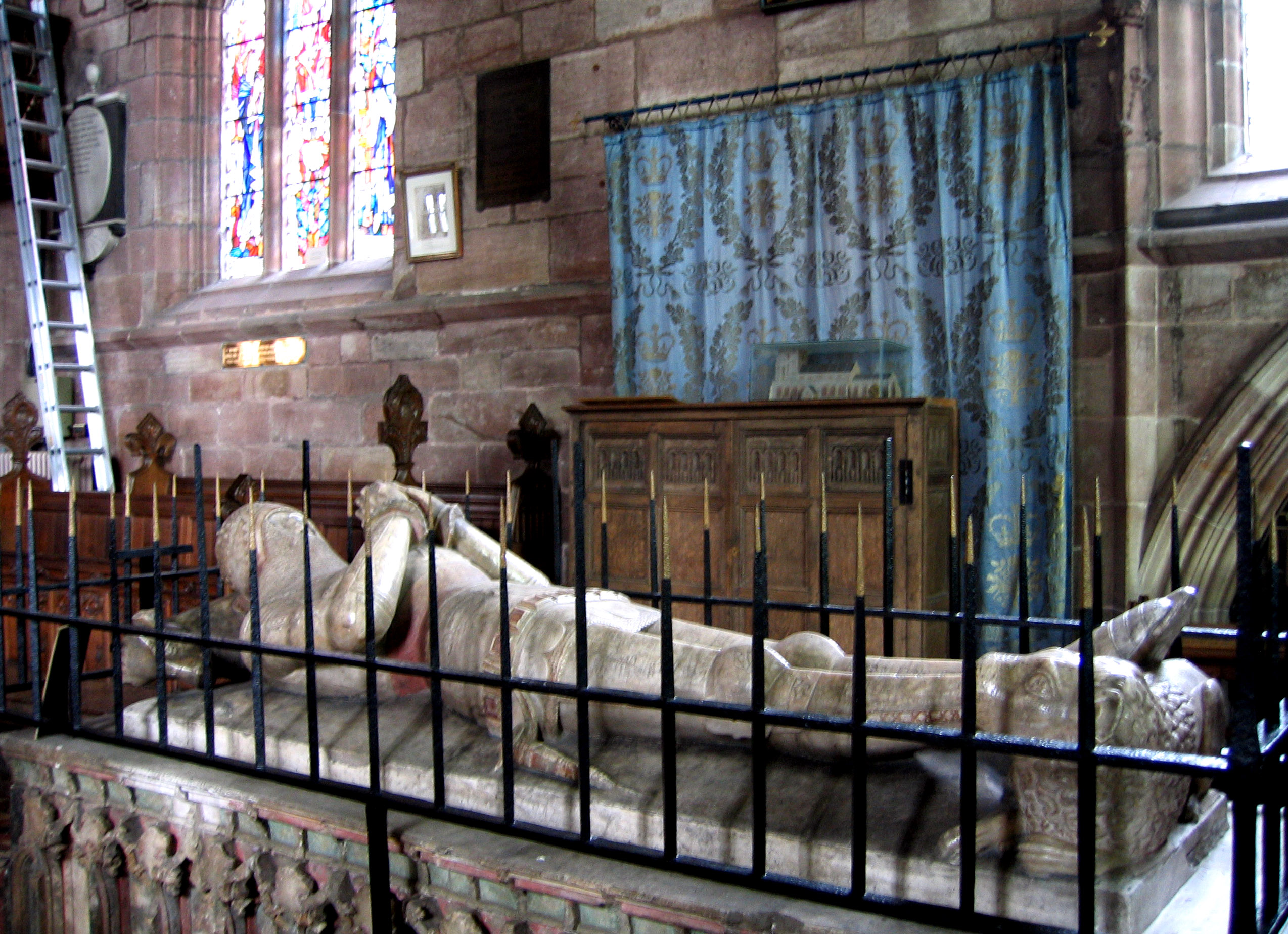
Bildnis von Sir Hugh Calveley († 1394), St Boniface's Church, Bunbury, Cheshire

Sir Hugh Calveley († 23. April 1394) war ein englischer Ritter und Kommandeur, der am Hundertjährigen Krieg teilnahm, vor allem aber aus dem Bretonischen Erbfolgekrieg (1341–1364) und dem Ersten kastilischen Bürgerkrieg (1351–1369) bekannt ist.

## Leben
Hugh Calveley ist der Sohn von David de Calveley of Lea, und dessen Ehefrau Joanna. Die Familie besaß das Manor of Calveley in Bunbury, Cheshire und lebte in Calveley Hall, das 1369 durch eine Heirat an die Familie Davenport ging. Hugh wurde wahrscheinlich in Lea Hall in Lea Newbold, das heute zu Aldford and Saighton in Cheshire West and Chester gehört. Lea Hall blieb in der Calveley-Familie bis 1714 und wurde um 1876 abgerissen.
Calveley heiratete eine aragonesische Prinzessin, Doña Constanza. Es existiert ein Brief von König Pedro IV. von Aragón, genannt „der Grausame“, von 1377 über ihre Mitgift. Wie lange sie zusammenlebten, wenn überhaupt, ist unklar, aber es ist bekannt, dass die Prinzessin Calveley verlassen hat. Das Datum, an dem sie ihn verließ, ist unbekannt, aber Pedro schrieb 1381 an seinen Sohn Martin und befahl ihm, nicht mehr mit Constanza im Ehebruch zu leben.

### Bretonischer Erbfolgekrieg
Zusammen mit vielen anderen Engländern diente der junge Hugh Calveley in der Bretagne und unterstützte Johann von Montfort von den Engländer unterstützten Versuch, Herzog der Bretagne gegen den von Frankreich unterstützten Prätendenten Charles de Blois zu werden.
Der Bericht eines anonymen bretonischen Dichter zum Turnier der Dreißig im Jahr 1351 nennt einen „Hue de Caverle“ als Ritter auf der englischen Seite (er wurde geschlagen, gefangen genommen und später gegen Lösegeld freigelassen). 1354 war Calveley Kapitän der von den Engländern gehaltenen Festung Bécherel, von wo aus er einen Überfall auf die Burg Montmuran am 10. April plante, um Arnoul d’Audrehem, den Marschall von Frankreich, gefangen zu nehmen, der bei der Herrin von Tinténiac zu Gast war. Bertrand du Guesclin sah jedoch in einem der ersten Höhepunkte seiner Karriere den Angriff vorweg und stellte Bogenschützen als Wachposten auf. Als diese bei Calveleys Annäherung Alarm schlugen, beeilten sich sowohl du Guesclin als auch d'Audrehem, einzugreifen. Im folgenden Kampf wurde Calveley von einem Ritter namens Enguerrand d‘Hesdin vom Pferd geworfen, gefangen genommen und später gegen Lösegeld freigelassen.
1359 überfielen Robert Knolles und Calveley das Rhônetal, wo sie die Stadt Le Puy-en-Velay einnehmen konnten. Der Feldzug endete, als Thomas de La Marche als Stellvertreter von Herzog Louis II. de Bourbon, ihnen den Weg nach Avignon versperrte, woraufhin sich beide englischen Kommandeure zurückzogen.
In der Schlacht von Auray vom 29. September 1364 kommandierte Calveley die Reservestreitkräfte Montforts unter dem Oberkommando von John Chandos. Da Charles de Blois in dieser Schlacht fiel, konnte Montfort seine Ansprüche auf die Bretagne ohne weitere Konflikte durchsetzen.

### Erster kastilischer Bürgerkrieg
Mit dem Ende des Bretonischen Erbfolgekrieg war Calveley – wie viele andere auch – ohne Engagement. Diese Söldner, die sich zu den Grandes Compagnies zusammengeschlossen hatten, unterstützten sich durch weitreichende Überfälle und stürzten das Königreich Frankreich dadurch in große Probleme. Die Lösung wurde gefunden, als Aragón, Frankreich und Papst vereinbarten, Geld für die Grandes Compagnies zur Verfügung zu stellen, damit diese einen Feldzug zur Unterstützung des Grafen Heinrich von Trastamara bei seinem Kampf um den kastilischen Thron, der zu der Zeit von Heinrichs Halbbruder Peter dem Grausamen besetzt war. Calveley trat als der prominenteste der englischen Kapitäne in diesem Feldzug auf, an dem er von 1365 bis 1367 beteiligt war, und ironischerweise neben Bertrand du Guesclin, seinem einstigen und zukünftigen Feind, diente. Für seine Verdienste wurde er von Heinrich zum Grafen von Carrion ernannt. Er heiratete eine der Damen der zukünftigen aragonesischen Königin namens Constanza, die Tochter eines sizilianischen Barons.
Pedro der Grausame, der aus Kastilien geflohen war, berief sich auf sein Bündnis mit England. Calveley wurde vom Schwarzen Prinzen in den Dienst Englands zurückbefohlen und nahm nun prominent an Peters Gegenkampagne teil, die in der entscheidenden Schlacht von Nájera gipfelte. In Nájera war Calveley in der Nachhut und teilte das Kommando mit Graf Jean I. von Armagnac. Die beiden Kommandeure errangen den Ruhm, der schwankenden feindlichen Infanterie durch einen Kavallerieangriff den letzten Schlag zu versetzen. Heinrich von Trastamara floh vom Schlachtfeld. Obwohl sein Titel als Graf von Carrion von Heinrich verliehen worden war, bestätigte Pedro ihn, als er den kastilischen Thron zurückeroberte.
Im Frühjahr 1367 sandte der Schwarze Prinz Calveley als Abgesandten nach Aragon, um die diplomatische Isolation des Flüchtlings Heinrich zu arrangieren. Calveley konnte Peter IV. von Aragón überzeugen, auf seine Unterstützung für Heinrich zu verzichten.

### Zurück in Frankreich
Als die Feindseligkeiten zwischen England und Frankreich 1369 wieder aufgenommen wurden, war Calveley erneut beteiligt, zunächst an den Überfällen auf die Besitztümer der Adligen der Gascogne, die zu den Franzosen übergelaufen waren. Er nahm bis 1374 an mindestens drei weiteren Feldzügen teil, insbesondere war er einer der gemeinsamen Kommandeure der englischen Armee, die in der Schlacht von Pontvallain am 4. Dezember 1370 von Bertrand du Guesclin entscheidend besiegt wurden, wobei Calveley entkommen konnte.
1375 bis 1378 war Calveley Gouverneur von Calais, 1378 bis zu seinem Lebensende war er Keeper of the Channel Islands, vom 1. März 1378 bis zum 8. März 1380 einer von zwei Admiralen der englischen Flotte, als der er wieder an mehreren Schlachten teilnahm. Im Juli 1379 war er an einem Überfall auf die Bretagne beteiligt, der von John FitzAlan, 1. Baron Arundel, Marschall von England, angeführt wurde. Auf ihrer Rückreise gingen 20 Schiffe und etwa 1000 Mann bei einem Sturm auf See verloren. Calveley war einer von nur 8 Überlebenden.

### Letzte Jahre
1383 nahm er am Norwich Crusade teil, der vom römischen Papst gegen seinen Rivalen in Avignon, Gegenpapst Clemens VII., gepredigt wurde. Dieser Feldzug wurde jedoch zu einem peinlichen Misserfolg, als Frankreich eine große Anzahl der Teilnehmer bestach.
Calveleys letztes militärisches Engagement war 1386, als er John of Gaunt, 1. Duke of Lancaster in dessen erfolglosen Kampagne zur Sicherung des kastilischen Throns unterstützte. Im Juli 1388 schloss er sich den englischen Friedenskommissaren an, die mit Frankreich einen Waffenstillstand aushandelten. In seinem späteren Leben diente er auch als Friedensrichter für Berkshire.
Calveley starb am 23. April 1394 ohne Nachkommen. Sein Grabbild befindet sich in der St Boniface's Church in Bunbury, Cheshire, obwohl Zweifel bestehen, dass er tatsächlich dort begraben wurde. Das Bildnis wurde wahrscheinlich von Sir Robert Knolles in Auftrag gegeben.